# 1990

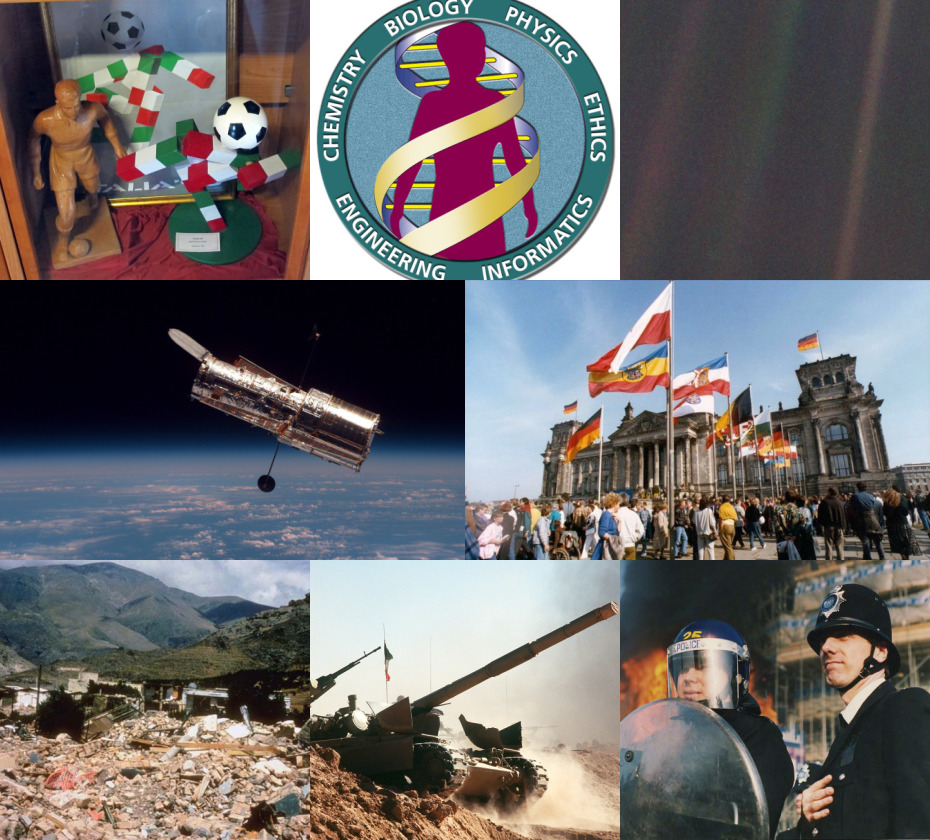
En el sentido de las agujas del reloj desde la parte superior izquierda: la Copa Mundial de fútbol de 1990 se juega en Italia; Se lanza el Proyecto Genoma Humano; La Voyager 1 toma la famosa imagen del punto azul pálido. Hablando sobre la fragilidad de la humanidad en la Tierra, el astrofísico Carl Sagan afirma: "Eso es aquí. Ese es el hogar. Esos somos nosotros"; Alemania Occidental y Alemania Oriental se reunifican; La policía está de guardia durante los disturbios por impuestos electorales en el Reino Unido; Irak bajo Saddam Hussein invade Kuwait, comenzando la Guerra del Golfo; El terremoto de Manjil-Rudbar de 1990 mata entre 35.000 y 50.000 personas en Irán; El telescopio espacial Hubble se lanza desde el transbordador espacial Discovery.

1990 (MCMXC) fue un año común comenzado en lunes en el calendario gregoriano, y fue designado como:
- El Año Internacional de la alfabetización, por la Organización de las Naciones Unidas (ONU).

## Acontecimientos

### Enero
- 1 de enero: en Perú asume el cargo de alcalde de Lima, el empresario televisivo Ricardo Belmont, tras ganar las elecciones municipales de Perú realizadas el 12 de noviembre de 1989.
- 1 de enero: Univisión presenta nuevo logo presentado por Chayeff & Geismar.
- 1 de enero: en la cadena Thames Television (Londres), se estrena la serie cómica televisiva Mr. Bean, del actor Rowan Atkinson.
- 3 de enero: en Panamá, Manuel Antonio Noriega se rinde ante las fuerzas de Estados Unidos.
- 4 de enero: en Sangi (Pakistán) chocan dos trenes, dejando un saldo de 300 personas muertas y 700 heridas.
- 7 de enero: la Torre inclinada de Pisa es cerrada al público debido a problemas de seguridad.
- 9 de enero: en el hospital Ormduruman de Jartúm (Sudán), muere el teniente general Bazilio Olara-Okello, que perpetró un golpe de Estado en Uganda contra el presidente Milton Obote.
- 11 de enero: en Lituania se lleva a cabo una manifestación de 300 000 personas a favor de la independencia.
- 13 de enero: en Estados Unidos, Douglas Wilder (del estado de Virginia) se convierte en el primer gobernador negro en la historia de ese país.
- 15 de enero:
  - incendio en una discoteca de Zaragoza, (España) con un saldo de 43 fallecidos.
  - en las ciudades de Atlanta, San Luis y Detroit (Estados Unidos) se cae el servicio telefónico ―incluyendo el número 911 de emergencias― durante nueve horas, debido a un problema de software en la empresa AT&T (crash del Día de Martin Luther King).
- 15 de enero: en Argentina Telefe, se hace cargo de la licencia de Canal 11.
- 19 de enero: en Bakú (Azerbaiyán) comienzan las protestas civiles conocidas como enero negro.
- 25 de enero: en España comienzan las emisiones del canal de televisión Antena 3.
- 25 de enero: en Cove Neck (Long Island, cerca de Nueva York) se accidenta un avión de Avianca que volaba desde Medellín (Colombia) hasta Nueva York (Estados Unidos). Mueren 73 personas. (Véase Vuelo 52 de Avianca).
- 27 de enero: en Honduras, Rafael Leonardo Callejas asume a la presidencia.
- 31 de enero: Nickelodeon inicia sus transmisiones en la Union Soviética y Rusia como del canal de television

### Febrero
- 1 de febrero: el gobierno de la RFA adopta la resolución de efectuar negociaciones con la RDA para el establecimiento de una unión monetaria.
- 3 de febrero: el Sóviet Supremo aprueba la ley de modalidades de secesión de las repúblicas de la Unión Soviética.
- 4 de febrero: en Costa Rica, los resultados de las elecciones presidenciales dan como ganador al socialcristiano Rafael Ángel Calderón.
- 5 de febrero: en Galicia (España), Manuel Fraga jura su cargo como nuevo presidente de la Junta de Galicia.
- 7 de febrero: en Moscú (Unión Soviética) el pleno del comité central del PCUS aprueba, con un solo voto en contra, la renuncia a su monopolio de poder en la Unión Soviética.
- 7 de febrero: en Bruselas fracasa la Conferencia del GATT por discrepancias en la cuestión de las subvenciones agrarias.
- 8 de febrero: un terremoto de 6,8 y un tsunami dejan 6 muertos y más de 200 heridos en Filipinas.
- 9 de febrero: en Alemania comienzan las obras de derribo del muro de Berlín
- 9 de febrero: en Polonia, en la segunda vuelta de las presidenciales resulta ganador Lech Walesa con el 74.2 % de los votos.
- 9 de febrero: la Asamblea Constituyente de Namibia aprueba por unanimidad la nueva Constitución.
- 9 de febrero: en Vizcaya, el Parque de atracciones de Artxanda es clausurado tras 16 años en funcionamiento. El mantenimiento de sus instalaciones durante 28 años causaría un extraordinario gasto a la Diputación Foral.
- 10 de febrero: Volkswagen obtiene la adjudicación de las fábricas checoslovacas de Škoda.
- 11 de febrero: en Soweto (Sudáfrica), Nelson Mandela sale de la cárcel después de 27 años de cautiverio. Seguirá estando en la lista de terroristas del Gobierno de Estados Unidos hasta 2008.[1]
- 11 de febrero: James Douglas derrota por nocaut a Mike Tyson en combate por el título mundial de los pesos pesados.
- 11 de febrero: en Albania, el Partido del Trabajo decide la introducción del sistema pluripartidista en el país.
- 13 de febrero: en el marco de la Reunificación alemana, se alcanza un acuerdo para un plan de dos etapas de reunificar Alemania.
- 14 de febrero: en París (Francia), la actriz española Núria Espert es distinguida con el título de «personalidad del año» en la modalidad de teatro.
- 14 de febrero: en Johannesburgo (Sudáfrica) por primera vez en treinta años tiene lugar una asamblea general del Congreso Nacional Africano (ANC).
- 14 de febrero: desde 5600 millones de kilómetros de distancia, la nave Voyager 1 envía la fotografía de la Tierra como un «punto azul».
- 15 de febrero: en Madrid (España), representantes de Argentina y Reino Unido llegan a un acuerdo para restablecer relaciones diplomáticas tras ocho años desde que estallara la guerra de las Malvinas.
- 15 de febrero: en Cartagena (Colombia), los presidentes Bush (de Estados Unidos), Virgilio Barco (de Colombia), Alan García (del Perú) y Jaime Paz Zamora (de Bolivia) acuerdan una estrategia común para luchar contra el narcotráfico.
- 15 de febrero: en Montevideo (Uruguay) asume como intendente Tabaré Vázquez, primer gobernante municipal del Frente Amplio
- 16 de febrero: en España, el grupo terrorista ETA libera al industrial Adolfo Villoslada, secuestrado el 24 de noviembre de 1989, tras recibir un rescate de 300 millones de pesetas.
- 16 de febrero: en Namibia, el dirigente Sam Nujoma, líder del SWAPO, es elegido primer presidente de ese país.
- 19 de febrero: el pleno del Tribunal Constitucional español decide que se repitan en Melilla las elecciones celebradas el pasado 29 de octubre de 1989.
- 20 de febrero: el Sóviet Supremo estudia el proyecto de disgregación de las repúblicas de la Unión Soviética; asimismo, el ministro de Exteriores soviético, Eduard Shevardnadze, uno de los representantes más destacados de la perestroika, anuncia su dimisión.
- 21 de febrero: en España, el ministro del Interior, José Luis Corcuera, y el presidente de la Generalidad de Cataluña, Jordi Pujol, acuerdan las bases para el despliegue de la policía autonómica catalana (los Mozos de Escuadra).
- 21 de febrero: en Rabat (Marruecos) se lleva a cabo la segunda jornada de la cumbre entre Felipe González y Hassan II.
- 22 de febrero: el Ariane 4 de la Agencia Espacial Europea explota con dos satélites japoneses.
- 23 de febrero: el Sóviet Supremo de la República báltica de Estonia adopta el multipartidismo.
- 23 de febrero: en el Hospital Gregorio Marañón (en Madrid), por vez primera en Europa, el cardiólogo estadounidense Charles E. Mullins corrige, sin necesidad de cirugía, una malformación congénita de corazón a una niña de 4 años.
- 23 de febrero: en Tailandia, las fuerzas armadas toman el poder, arrestan al primer ministro Chatichai Choonhaven, suspenden la Constitución y controlan el país con una ley marcial.
- 24 de febrero: en las elecciones parlamentarias de Lituania consigue una abrumadora mayoría el movimiento independentista Sajudis.
- 25 de febrero: en Nicaragua, los sandinistas son derrotados en las elecciones generales.
- 28 de febrero: en el estado de California un terremoto de 5,7 deja 30 personas heridas y pérdidas totales de 12,7 millones de dólares.

### Marzo
- 1 de marzo: en la Antártida, la base española Juan Carlos I es ampliada con cuatro módulos más.
- 1 de marzo: en Uruguay, Luis Alberto Lacalle asume la presidencia.
- 3 de marzo: en España, la cadena privada Telecinco comienza sus emisiones.
- 4 de marzo: en tres repúblicas soviéticas se realizan las elecciones legislativas.
- 4 de marzo: en Honduras comienza el programa de concursos X-0 Da Dinero.
- 5 de marzo: en Argentina, Telefe Inicia oficialmente sus transmisiones, después de casi 2 meses de haber comenzado a operar la licencia.
- 8 de marzo: el M-19 entrega las armas en su campamento de Santo Domingo (Colombia). Termina así uno de los pocos procesos de paz exitosos en Colombia.
- 9 de marzo: la doctora Antonia Novello toma juramento como cirujana general de los Estados Unidos, convirtiéndose en la primera mujer y en la primera hispana para servir en aquella posición.
- 10 de marzo: 18 meses después de tomar el poder en un golpe, Prosper Avril es expulsado de Haití.
- 11 de marzo: Lituania declara unilateralmente su independencia de la Unión Soviética, reconocida en agosto de 1991.
- 11 de marzo: Patricio Aylwin toma juramento como el primer presidente de Chile elegido democráticamente desde 1970, dando finalmente así por terminada la dictadura militar de Augusto Pinochet.
- 11 de marzo: en Colombia se realizan los comicios legislativos.
- 12 al 16 de marzo: en México, el Instituto Nacional de Estadística y Geografía (INEGI) lleva a cabo el XI censo de población y vivienda.
- 15 de marzo: en Brasil, el liberal Fernando Collor de Mello (40) ―relacionado con el asesinato del luchador social Chico Mendes (1944-1988)― asume como presidente. Es el primer presidente elegido desde Jânio Quadros (en 1961). Será destituido por corrupción en septiembre de 1992.
- 15 de marzo: Mijaíl Gorbachov, fue elegido como el primer presidente soviético.
- 18 de marzo: en Alemania, Helmut Kohl gana las elecciones.
- 18 de marzo: en el museo Isabella Stewart Gardner, en Boston (Estados Unidos) dos policías roban 12 pinturas, con un valor colectivo de unos 300 millones de dólares estadounidenses. Se considera el mayor robo de arte en la historia de ese país. Las obras nunca fueron recuperadas.
- 20 de marzo: fallece de cáncer de estómago el ex-arquero soviético Lev Yashin.
- 21 de marzo: Namibia se independiza de Sudáfrica.
- 22 de marzo: en Colombia es asesinado Bernardo Jaramillo Ossa, candidato de la Unión Patriótica a la presidencia.
- 22 de marzo: en Anchorage (Alaska) el capitán del superpetrolero Exxon Valdez es condenado tan solo a pagar una multa en metálico. Tras sufrir una avería, el barco a su mando desencadenó una marea negra en la costa de Alaska el 24 de marzo de 1989.
- 23 de marzo: la trapecista española Pinito del Oro gana el Premio Nacional de Circo 1990, otorgado por vez primera por el Ministerio de Cultura.
- 23 de marzo: Lothar de Maizière, presidente de la CDU de la RDA, acepta el encargo de formar el primer Gobierno democrático del país tras su victoria en las elecciones del 18 de marzo.
- 24 de marzo: en Australia, Bob Hawke gana las elecciones federales por cuarta y última vez.
- 26 de marzo: en el Dorothy Chandler Pavilion de la ciudad de Los Ángeles (California) se celebra la entrega de los premios de la Academia, presentados por el actor Billy Crystal. Driving Miss Daisy ganará el Óscar a la mejor película.
- 31 de marzo: en Trafalgar Square (Londres), la policía reprime una manifestación contra el aumento de los impuestos; son heridas 471 personas, y 341 son arrestadas.

### Abril
- 2 de abril: Un terremoto de 5,1 sacude Reino Unido.
- 7 de abril: un incendio en el transbordador danés Scandinavian Star cuando navegaba por el Skagerrak provoca la muerte de 160 de las aproximadamente 500 personas que se encontraban a bordo.
- 8 de abril: Alberto Fujimori (neoliberal) y Mario Vargas Llosa (conservador), ganan la primera vuelta de la elecciones generales peruanas.
- 24 de abril: estados Unidos lanza el Telescopio Espacial Hubble mediante el transbordador espacial Discovery.
- 25 de abril: en Nicaragua, la conservadora Violeta Barrios de Chamorro Asume la Presidencia, Siendo la tercera mujer presidenta en el Continente Americano.
- 26 de abril: en Bogotá (Colombia) la banda terrorista Autodefensas Unidas de Colombia asesina al exguerrillero Carlos Pizarro Leongómez, candidato a la presidencia por la Alianza Democrática M-19.
- 26 de abril: Un terremoto de 7,0 sacude la provincia china de Qinghai dejando 126 fallecidos.

### Mayo
- 4 de mayo: Letonia se independiza de la Unión Soviética.
- 5 de mayo: en Zagreb (Croacia) el italiano Toto Cutugno gana el Festival de Eurovisión con el tema "Insieme: 1992".
- 5 de mayo: en la colonia El Rodeo (Ciudad de Guatemala), un avión estadounidense DC-6 de carga se estrella a los pocos minutos de despegar.
- 6 de mayo: en Italia y Alemania se celebran elecciones.
- 6 de mayo: Real Madrid pentacampeón de la Liga de la Primera División de España 1989/90.
- 6 al 13 de mayo: el papa Juan Pablo II visita por segunda vez México.
- 8 de mayo: en Costa Rica, Rafael Ángel Calderón asume a la presidencia.
- 16 de mayo: en la República Dominicana, Joaquín Balaguer, gana las elecciones generales por sexta vez.
- 17 de mayo: la Organización Mundial de la Salud elimina a la homosexualidad de su lista de enfermedades.
- 20 de mayo: Un terremoto de 7,2 sacude Sudán del Sur dejando un saldo de 31 muertos.
- 21 de mayo: en Colombia es asesinado del senador liberal Federico Estrada Vélez. El crimen es atribuido a Pablo Escobar.
- 22 de mayo: Microsoft empieza a desarrollar las versiones de Windows 3.x
- 26 de mayo: el Club Puebla es campeón de liga mexicana 1989-90 ante la U. de G..
- 27 de mayo: en Colombia, César Gaviria es elegido como nuevo presidente de Colombia.
- 28 de mayo: en las calles de Roermond (Países Bajos), el IRA Provisional asesina por error a dos abogados australianos.
- 29 de mayo: una serie de terremotos, hasta el 5 de abril de 1991, dejan 189 fallecidos en el departamento de San Martín en Perú.
- 30 y 31 de mayo: Dos terremotos de 7,0 y 6,2 sacuden la región de Vrancea en Rumanía dejando 14 fallecidos y 362 heridos.

### Junio
- 2 de junio: Namibia reconoce a la República Árabe Saharaui Democrática (RASD).
- 8 de junio: se inaugura la 14.ª edición de la Copa del Mundo Italia 1990 por segunda vez en Italia.
- 8 de junio: fue creado el Canal + en España siendo de los primeros canales de paga en ese país
- 10 de junio: en Perú, el independiente de derechas Alberto Fujimori es elegido nuevo presidente, derrotando al escritor Mario Vargas Llosa en la segunda vuelta de las elecciones generales peruanas.
- 13 de junio: en Colombia, el cuerpo élite de la policía mata a John Jairo Arias, alias Pinina.
- 14 de junio: en la isla filipina de Panay un terremoto de 7,1 deja 8 muertos y 41 heridos.
- 21 de junio: en el noroeste de Irán, un terremoto de 7,4 deja más de 50.000 muertos.
- 22 de junio: en Berlín unificada se desmantela el paso fronterizo Checkpoint Charlie.
- 23 de junio: en España, el PSOE obtiene por tercera vez la mayoría absoluta en las elecciones al Parlamento de Andalucía.
- 25 de junio: en Navarra (España), un sargento de la Guardia Civil y dos miembros de ETA mueren durante un enfrentamiento armado (Sucesos de la Foz de Lumbier).

### Julio
- 2 de julio: en La Meca (Arabia) mueren 1426 personas en una estampida en un túnel peatonal que lleva a la Kaaba.
- 6 de julio: en Somalía, durante un partido de fútbol, la guardia del presidente Siad Barre asesina a 65 manifestantes en contra del Gobierno.
- 7 de julio: Luciano Pavarotti, Plácido Domingo y José Carreras, dirigidos por Zubin Mehta, ofrecen un concierto de ópera en las Termas de Caracalla. Es la primera de una serie de actuaciones de Los Tres Tenores en todo el mundo.
- 8 de julio: en Roma (Italia) la Selección Alemana es la campeona del mundo por tercera vez tras ganarle por la mínima diferencia 1-0 a la Selección Argentina.
- 13 de julio: Un terremoto de 6,4 sacude las montañas de Hindu Kush provocando una avalancha en el Pico Lenin (Tayikistán) que deja 43 fallecidos.
- 16 de julio: en la isla de Luzón, Filipinas, un terremoto de 7,7 deja más de 1.900 muertos.
- 27 de julio: Bielorrusia declara su independencia de la Unión Soviética, reconocida el 25 de agosto de 1991.
- 27 de julio: en Puerto España (Trinidad y Tobago) un grupo musulmán toma el parlamento para perpetrar un golpe de Estado. Mueren 30 personas y muchos son heridos (entre ellos el primer ministro A. N. R. Robinson, que fue baleado en una pierna).
- 28 de julio: en Perú, Alberto Fujimori se convierte por primera vez en presidente.
- 29 de julio: en Buenos Aires, se produce la muerte de Roxana Alaimo, de 15 años, en el parque de diversiones Italpark
- En este mes, en Perú, la hiperinflación alcanza el 7469 %, convirtiéndose en el récord mundial hasta la fecha.

### Agosto
- 2 de agosto: la crisis entre Irak y Kuwait estalló en la noche entre el 1 y el 2 de agosto cuando un poderoso ejército iraquí integrado por 100 000 hombres fuertemente armados invadió en un ataque relámpago el Estado de Kuwait que ocupó en tres horas sin encontrar apenas resistencia, huyendo el emir y su gobierno, refugiándose en Arabia Saudita.
- 2 de agosto: en San Luis Obispo (California) se prohíbe fumar en los bares. Es la primera prohibición de ese tipo en todo el mundo.
- 7 de agosto: en Colombia, César Gaviria Trujillo asume la presidencia de ese país.
- 7 de agosto: en la India, el primer ministro V. P. Singh anuncia su plan de reservar el 49 % de los puestos para funcionario a ciudadanos de castas bajas. El plan desata manifestaciones en todo el país, que dejan al menos 70 muertos.
- 7 de agosto: Soda Stereo, lanza su quinto álbum de estudio: Canción animal.
- 10 de agosto: un grupo de intelectuales venezolanos, en el que destacaba Arturo Uslar Pietri, se organizó como asociación civil publicó una carta abierta dirigida al presidente Carlos Andrés Pérez, proponiendo reformas electorales y judiciales. El grupo posteriormente empezaría a ser conocido como "Los Notables".[2][3] El grupo posteriormente exigiría la implementación de sus propuestas, demandaría la renuncia o destitución de Carlos Andrés y criticaría a otras instituciones del Estado.[4] Más adelante llegó a sugerirse que miembros del grupo pudieron estar involucrados en las conspiraciones posteriores contra el gobierno de Carlos Andrés, incluyendo el primer y el segundo intento golpe de Estado de 1992.[5]
- 11 de agosto: en Colombia, el cuerpo élite de la policía mata a Gustavo Gaviria Rivero, primo de Pablo Escobar.
- 12 de agosto: en Liberia, el presidente Samuel Doe acepta dejar el cargo de su presidencia.
- 16 de agosto: en República Dominicana, Joaquín Balaguer, asume como presidente por cuarta vez.
- 20 de agosto: la NASA publica imágenes de la superficie del planeta Venus, transmitidas por la sonda Magallanes.
- 26 de agosto: en Puerto Hurraco (España), los hermanos Antonio y Emilio Izquierdo matan a nueve personas y dejan heridas a otras doce (Matanza de Puerto Hurraco).
- 30 de agosto: Diana Turbay es secuestrada por el grupo de Los Extraditables comandados por Pablo Escobar.
- 31 de agosto: la República Federal de Alemania (RFA) y la República Democrática Alemana (RDA) firman el Tratado de la Unión.

### Septiembre
- 4 de septiembre: Mike Moore se convierte en primer ministro de Nueva Zelanda.
- 7 de septiembre: Claudio Álvarez Mehrbald Nace en Posadas - Misoones. Argentina.
- 12 de septiembre: Mijaíl Gorbachov firmó en Moscú el convenio que recibió el nombre de "Tratado sobre la Soberanía". En el documento, los aliados en la Segunda Guerra Mundial renunciaron a sus derechos sobre Alemania.
- 19 de septiembre: en Colombia, miembros del Cartel de Medellín secuestran a Francisco Santos Calderón y Marina Montoya.
- 22 de septiembre: en Pekín comienzan los XI Juegos Asiáticos.[6]
- 28 de septiembre: en Madrid se funda la banda de rock Los Rodríguez.

### Octubre

La reunificación de Alemania resulta en la disolución de la República Democrática Alemana.

- 3 de octubre: la República Democrática Alemana se disuelve y pasa a formar parte de la República Federal Alemana, por lo que Alemania volvió a ser una nación unida.
- 4 de octubre: el magnate italiano de los medios audiovisuales Giancarlo Papetti adquiere la empresa cinematográfica Metro Goldwyn Mayer (MGM).
- 7 de octubre: en Pekín culminan los XI Juegos Asiáticos.[6]
- 11 de octubre: en Suecia, el escritor mexicano Octavio Paz recibe el premio Nobel de Literatura 1990.
- 11 de octubre: en México se creó el Instituto Federal Electoral (IFE), en sustitución de la extinta Comisión Federal Electoral.
- 15 de octubre: el dirigente soviético Mijaíl Gorbachov recibe el premio Nobel de la Paz 1990.
- 23 de octubre: en Chile inicia oficialmente la emisión de Megavisión (hoy Mega).
- 27 de octubre: en Nueva Zelanda, Jim Bolger gana los comicios generales, derrotando a Mike Moore.

### Noviembre
- 1 de noviembre: en Nueva Zelanda, Mike Moore dimite a su cargo como primer ministro.
- 2 de noviembre: en Nueva Zelanda, Jim Bolger se convierte en primer ministro.
- 6 de noviembre: en Estados Unidos, George H. W. Bush gana las elecciones legislativas.
- 7 de noviembre: en Irlanda, Mary Robinson, gana las elecciones presidenciales.
- 11 de noviembre: en Guatemala, se celebran la primera vuelta de las elecciones generales.
- 21 de noviembre: en París, la cumbre de la OSCE proclama el fin de la Guerra Fría.
- 28 de noviembre: en Reino Unido, John Major se convierte en primer ministro tras la renuncia de Margaret Thatcher.

### Diciembre
- 1 de diciembre: en Las Vegas (Estados Unidos) el mexicano Carlos Cuevas gana el Festival OTI Internacional con el tema "Un bolero".
- 2 de diciembre: en Alemania, Helmut Kohl gana las primeras elecciones federales.
- 2 de diciembre: en Santiago Atitlán (Guatemala), el ejército federal mata a 12 personas.
- 2 de diciembre: en Chad, Idriss Déby se proclama presidente tras un golpe de Estado.
- 2 de diciembre: Patrick Hillery dimite a su cargo como presidente de Irlanda.
- 3 de diciembre: en Irlanda, Mary Robinson se convierte en presidenta.
- 3 de diciembre: en Argentina sucede un alzamiento al mando del «carapintada» Mohammed A. Seineldín. El Gobierno democrático ordena la represión inmediata. Varios muertos.
- 3 de diciembre: en el aeropuerto de Detroit, Míchigan, (Estados Unidos) chocan dos aviones en una pista brumosa. Como resultado del impacto, mueren ocho personas.
- 4 de diciembre: clausura de los XVI Juegos Centroamericanos y del Caribe en México.
- 7 de diciembre: en la Ciudad del Vaticano, el papa Juan Pablo II publica su octava encíclica, Redemptoris Missio.
- 7 de diciembre: en el CERN de Ginebra (Suiza), Tim Berners-Lee define las bases de Internet.
- 7 de diciembre: se crea el sistema Archie para realizar búsqueda de archivos en Internet.
- 8 de diciembre: se funda el Partido del Trabajo.
- 13 de diciembre: Un terremoto de 5,6 sacude el noreste de Sicilia dejando 19 muertos y 200 heridos.
- 14 de diciembre: en Tijuana (México), doce personas (entre los 6 y los 46 años) de la secta evangélica El Templo del Mediodía se suicidan ingiriendo alcohol industrial de manera ritual.[7]
- 17 de diciembre: en Haití, se celebran las elecciones generales.
- 22 de diciembre: la Organización de las Naciones Unidas reconoce oficialmente la independencia de las Islas Marshall y de los Estados Federados de Micronesia, dando por terminados los fideicomisos que Estados Unidos poseía sobre estos territorios del Océano Pacífico.
- 24 de diciembre: en Surinam, el presidente Ramsewak Shankar es derrocado por un golpe militar dirigido por Desi Bouterse, toma el poder provisionalmente Ivan Graanoogst.
- 29 de diciembre: en Surinam toma el poder provisional el militar Johan Ferrier.

## Arte y literatura
- 6 de enero: Juan José Millás obtiene el premio Nadal por su novela La soledad era esto.
- Arturo Pérez-Reverte publica La tabla de Flandes.
- Miguel Argaya publica Luces de gálibo.
- Montserrat del Amo publica La casa pintada.
- Madonna lanza su sencillo Vogue y sale de gira con su Blond Ambition Tour.

## Ciencia y tecnología
- 24 de enero: lanzamiento de la sonda lunar japonesa Hiten.
- 28 de febrero: se desactiva el hardware de ARPANET pero Internet continúa funcionando.
- 24 de abril: se lanza el telescopio espacial Hubble.
- 6 de octubre: lanzamiento de la sonda Ulysses con el fin de estudiar el Sol.

## Deporte

### Atletismo
- Campeonato Europeo de Atletismo: se celebra la XV edición en Split,  Yugoslavia.
  - Ganador del medallero   República Democrática Alemana

- Campeonato Europeo de Atletismo en Pista Cubierta: se celebra la XXI edición en Glasgow,  Reino Unido.
  - Ganador del medallero   Unión Soviética

### Béisbol
- Febrero: se realiza la primera Serie del Caribe en la ciudad de Miami, Estados Unidos, ganada por los Leones del Escogido de República Dominicana. Es de hacer notar que se realizó en el estadio Orange Bowl, de fútbol americano.

### Fútbol
- Junio - Italia: Copa Mundial de Fútbol de 1990: Alemania cobra revancha por la derrota de 1986 y conquista su tercera Copa Mundial de Fútbol al ganar en la final a Argentina por 1-0.
- Balón de Oro: el alemán Lothar Matthäus, del Inter de Milán, es designado mejor futbolista del mundo del año por la revista France Football.
- Copa Libertadores de América: el equipo de fútbol paraguayo Olimpia gana por segunda vez la Copa Libertadores, el miércoles, 10 de octubre al ganar al Barcelona Sporting Club de Guayaquil.
- Primera división argentina: River Plate
- Campeonato Descentralizado: Universitario Campeón
- Recopa Sudamericana: Boca Juniors, tras vencer en la final, disputada en Miami, Estados Unidos, 1-0 a Atlético Nacional de Medellín.
- El Club Atlético Newell's Old Boys de Argentina obtiene el Torneo Apertura, lo que lo habilita a disputar la final del Torneo Integración 1990/1991 frente al Club Atlético Boca Juniors, a quien vencería en dicha instancia.
- Fútbol Profesional Colombiano: América de Cali (7.ª vez).
- Liga de Quito se consagra campeón de la Serie A de Ecuador por 4.ª vez.
- Primera División de México Club Puebla por 2.ª vez.

### Automovilismo
- Ayrton Senna se corona campeón del mundo de Fórmula 1 a bordo de un McLaren.
- WRC: Carlos Sainz gana el título a bordo de un Toyota Celica
- Rally Dakar: Ari Vatanen gana la competencia a bordo de un Peugeot 405 T16
- NASCAR: Dale Earnhardt gana el título a bordo de un Chevrolet Lumina
- CART: Al Unser Jr. gana el título a bordo de un Lola-Chevrolet
- 500 Millas de Indianápolis: Arie Luyendyk gana la competencia
- Turismo Carretera: Emilio Satriano gana el título a bordo de una Coupé Chevy
- Turismo Competición 2000: Juan María Traverso gana el título a bordo de una Renault Fuego

### Baloncesto
- Liga ACB: el Barcelona se proclama campeón de la liga ACB.

En el Mundial disputado en Argentina, Yugoeslavia vence a la Unión Soviética en la final, iniciando la despedida de estas dos potencias europeas, de las competencias internacionales, puesto que ambos países se desintegrarían a la brevedad.

### Motociclismo
- Campeonato del Mundo de Trial: Jordi Tarrés (España), campeón del mundo.

Campeonato Del Mundo de Velocidad:
125 cc: loris Capirossi, ITA, Honda RS 125
250 cc: John Kocinski, EUA. Yamaha YZR 250
500 cc: Waine Rainey, EUA, Yamaha YZR 500

### Rugby
- Campeonato central de rugby chileno: Universidad Católica campeón.

### Tenis
- Wimbledon: Hombres: Stefan Edberg a Boris Becker. Mujeres: Martina Navratilova a Zina Garrison.
- Roland Garros: Hombres: Andrés Gómez a Andre Agassi. Mujeres: Mónica Seles a Steffi Graf.
- US Open: Hombres: Pete Sampras a Andre Agassi. Mujeres: Gabriela Sabatini a Steffi Graf.
- Abierto de Australia: Hombres: Ivan Lendl a Stefan Edberg. Mujeres: Mónica Seles a Jana Novotná.

## Cine
- 37 Horas desesperadas de Michael Cimino, con Mickey Rourke, Mimi Rogers, Anthony Hopkins, David Morse, Elias Koteas, Lindsay Crouse y Kelly Lynch.
- 48 Horas más de Walter Hill, con Eddie Murphy y Nick Nolte.
- Air America de Roger Spottiswoode, con Mel Gibson y Robert Downey Jr..
- Asuntos Sucios de Mike Figgis, con Richard Gere y Andy García.
- ¡Átame! de Pedro Almodóvar, con Victoria Abril y Antonio Banderas.
- Dances with Wolves de Kevin Costner, con Kevin Costner, Mary McDonnell y Graham Greene.
- Back to the Future Part III de Robert Zemeckis, con Michael J. Fox, Christopher Lloyd, Lea Thompson y Thomas F. Wilson.
- Bésame antes de morir de James Dearden, con Matt Dillon, Sean Young, James Russo y Max von Sydow.
- Bienvenido al paraíso de Alan Parker, con Dennis Quaid y Tamlin Tomita.
- Capitán América de Albert Pyun, con Matt Salinger, Ronnie Cox y Ned Beatty.
- Cazador Blanco, Corazón Negro de Clint Eastwood, con Clint Eastwood y Jeff Fahey.
- Código Azul de John Mackenzie, con Brian Dennehy, Joe Pantoliano, Jeff Fahey y Bill Paxton.
- Corazón salvaje de David Lynch, con Nicolas Cage, Laura Dern, Diane Ladd, Harry Dean Stanton, Isabella Rossellini y Willem Dafoe.
- Cry-Baby (El Lágrima) de John Waters, con Johnny Depp.
- Cyrano de Bergerac (película de 1990) de Jean-Paul Rappeneau con Gérard Depardieu
- Child's Play 2 de Don Mancini, con Brad Dourif, Alex Vincent y Christine Elise
- Darkman de Sam Raimi, con Liam Neeson y Frances McDormand.
- Depredador 2 de Stephen Hopkins, con Danny Glover, Bill Paxton, Rubén Blades, María Conchita Alonso y Gary Busey.
- De repente, un extraño de John Schlesinger, con Matthew Modine, Melanie Griffith, Michael Keaton y Mako.
- Total Recall de Paul Verhoeven, con Arnold Schwarzenegger, Sharon Stone, Rachel Ticotin y Michael Ironside.
- Days of Thunder de Tony Scott, con Tom Cruise, Nicole Kidman y Robert Duvall
- Death Warrant de Deran Serafian, con Jean-Claude Van Damme.
- Despertares de Penny Marshall, con Robert De Niro y Robin Williams.
- Die Hard 2 de Renny Harlin, con Bruce Willis, Bonnie Bedelia, William Sadler y John Amos.
- Dos pájaros a tiro de John Badham, con Mel Gibson, Goldie Hawn, Bill Duke y David Carradine.
- Durmiendo con su enemigo de Joseph Ruben, con Julia Roberts, Kevin Anderson y Patrick Bergin.
- Edward Scissorhands de Tim Burton, con Johnny Depp y Winona Ryder.
- Ejecutivo Ejecutor de Jan Egleson, con Michael Caine y Elizabeth McGovern.
- El Misterio Von Bulow de Barbet Schroeder, con Glenn Close y Jeremy Irons.
- El padrino III de Francis Ford Coppola, con Al Pacino, Diane Keaton, Andy García y Sofia Coppola.
- El principiante de Clint Eastwood, con Clint Eastwood, Charlie Sheen, Sônia Braga y Raúl Juliá.
- El vuelo del Intruder de John Milius, con Willem Dafoe, Danny Glover y Brad Johnson.
- Furia Ciega de Phillip Noyce, con Rutger Hauer.
- Ghost (Más allá del amor) de Jerry Zucker, con Patrick Swayze, Demi Moore, Tony Goldwyn y Whoopi Goldberg.
- Goodfellas de Martin Scorsese, con Robert De Niro, Ray Liotta y Joe Pesci.
- Hamlet de Franco Zeffirelli, con Mel Gibson, Glenn Close y Alan Bates.
- Hard to Kill de Bruce Malmuth, con Steven Seagal y Kelly LeBrock.
- Henry y June de Philip Kaufman, con Fred Ward, Maria De Medeiros, Uma Thurman, Richard E. Grant y Kevin Spacey.
- Home Alone de Chris Columbus, con Macaulay Culkin, Joe Pesci y Daniel Stern.
- Intrépidos Forajidos de Geoff Murphy, con Emilio Estévez, Kiefer Sutherland, Lou Diamond Phillips y Christian Slater.
- It (Eso) de Tommy Lee Wallace, con Tim Curry.
- Kindergarten Cop de Ivan Reitman, con Arnold Schwarzenegger, Penelope Ann Miller, Pamela Reed y Linda Hunt.
- Labios ardientes de Dennis Hopper, con Don Johnson, Virginia Madsen y Jennifer Connelly.
- La caza del Octubre Rojo de John McTiernan, con Sean Connery, Alec Baldwin, Scott Glenn, Sam Neil y James Earl Jones.
- La Fosa Común de Ralph S. Singleton, con Brad Dourif y Andrew Divoff.
- La Isla del Tesoro de Fraser C. Heston, con Charlton Heston, Christian Bale y Christopher Lee.
- La Tutora, de William Friedkin, con Jenny Seagrove, Dwier Brown y Carey Lowell.
- Línea Mortal de Joel Schumacher, con Kiefer Sutherland, Kevin Bacon, Julia Roberts, William Baldwin y Oliver Platt.
- Llamaradas de Ron Howard, con Kurt Russell, William Baldwin, Robert De Niro, Donald Sutherland, Rebecca De Mornay, Jennifer Jason Leigh y Scott Glenn.
- Más allá de la ambición de Gary Sinise, con Richard Gere y Kevin Anderson.
- Matrimonio de conveniencia de Peter Weir, con Gérard Depardieu y Andie MacDowell.
- Memphis Belle de Michael Caton-Jones, con Matthew Modine, Billy Zane, David Strathairn, Harry Connick Jr., Sean Astin y John Lithgow.
- Misery de Rob Reiner, con James Caan, Kathy Bates, Richard Farnsworth y Lauren Bacall.
- Negocios de familia de Sidney Lumet, con Sean Connery, Dustin Hoffman y Matthew Broderick.
- Orquidea salvaje de Zalman King, con Mickey Rourke, Carré Otis, Jacqueline Bisset, Bruce Greenwood y Assumpta Serna.
- Presunto inocente de Alan J. Pakula, con Harrison Ford, Greta Scacchi, Bonnie Bedelia, Brian Dennehy y Raúl Juliá.
- Pretty Woman de Garry Marshal, con Richard Gere y Julia Roberts.
- Rafi, un rey de peso de David S. Ward, con John Goodman, Peter O'Toole y John Hurt.
- Robocop 2 de Irvin Kershner, con Peter Weller y Nancy Allen.
- Rocky V de John G. Avildsen, con Sylvester Stallone, Talia Shire y Burt Young.
- Señalado por la muerte de Dwight H. Little, con Steven Seagal.
- Testigo accidental de Peter Hyams, con Gene Hackman y Anne Archer.
- The Comfort of Strangers, dirigida por Paul Schrader.
- The Doors de Oliver Stone, con Val Kilmer, Kyle MacLachlan, Michael Madsen, Meg Ryan y Kevin Dillon.
- The Rescuers Down Under de Hendel Butoy y Mike Gabriel, con Eva Gabor, Bob Newhart, John Candy, George C. Scott y Frank Welker.
- Un vaquero sin rumbo de Simon Wincer, con Tom Selleck, Alan Rickman y Laura San Giacomo.

### Premios Óscar
- Mejor Película: Dances with Wolves -- Jim Wilson y Kevin Costner, Productores
- Dirección: Dances with Wolves -- Kevin Costner
- Mejor actor: Jeremy Irons -- Reversal of Fortune (El misterio Von Bulow) en el papel de Claus Von Bulow, acusado de matar a su acaudalada esposa.
- Mejor actor de reparto: Joe Pesci - Goodfellas (Buenos muchachos) como "Tommy DeVito". La gran sorpresa de esta categoría fue la nominación de Bruce Davison -- Longtime Companion en el papel de "David", la primera película de Hollywood Sistem que trató el tema del sida, aunque de manera velada.
- Mejor actriz: Kathy Bates en Misery como "Annie Wilkes". Era favorita sentimental Joanne Woodward por Mr. & Mrs. Bridge en su papel de "India Bridge". La película la reunió con su esposo Paul Newman.
- Mejor actriz de reparto: Whoopi Goldberg -- Ghost por su papel de la médium charlatana "Oda Mae Brown". Un psíquico de Hollywood pronosticó un año antes que Whoopi ganaría un Óscar y todo el mundo se burló de él y de la actriz.
- Banda sonora: Dances with Wolves -- John Barry
- Canción original: Sooner or Later (I Always Get My Man) de “Dick Tracy” -- Música y letras de Stephen Sondheim interpretada por Madonna.
- Edición de efectos de sonidos: The Hunt for Red October -- Cecelia Hall, George Watters II. Una de las primeras películas en que aparece el personaje de Jack Ryan, considerado el James Bond de finales de la Guerra Fría.
- Guion adaptado: Dances with Wolves -- Michael Blake
- Guion original: Ghost. --Bruce Joel Rubin
- Óscar Honorarios a Sophia Loren, a quien la Academia definió como un verdadero tesoro del cine, y para Myrna Loy, por su carrera dentro y fuera de las pantallas.

## Música

### Festivales
- El 5 de mayo se celebra la XXXV edición del Festival de la Canción de Eurovisión en Zagreb,  Croacia (antigua Yugoslavia).
  - Ganador: El cantante Toto Cutugno con la canción «Insieme: 1992» representando a Italia .

### Noticias
- En Argentina se forma la banda de rock Vilma Palma e Vampiros.
- En Brasil se forma el grupo de axé y eurodance Axé Bahía.
- En Madrid, el 28 de septiembre, se funda la banda de rock Los Rodríguez.
- En Estados Unidos se forma la banda de grunge Pearl Jam.
- En Estados Unidos se forma la banda de metal progresivo Tool.
- En Suecia se forma la banda de metal progresivoOpeth.
- En Berlín, el 21 de julio, el cantautor británico Roger Waters organiza un concierto masivo en la Potsdamer Platz para presentar en concierto su obra The Wall en celebración por el derrumbe del muro de Berlín, con varios artistas invitados como Scorpions, Bryan Adams, Van Morrison, Cyndi Lauper, Sinéad O'Connor, entre muchos otros, contando con una asistencia de 300,000 personas.
- El 13 de mayo la cantautora Mariah Carey debuta con su primer sencillo Vision of Love.

### Discografía
- a-ha: East of the Sun, West of the Moon.
- ABC: Absolutely.
- Alejandra Ávalos: Amor fascíname.
- Alejandra Guzmán: Eternamente bella.
- Alejandro Lerner: Entrelíneas
- AC/DC: The Razors Edge.
- Alice in Chains: Facelift.
- Anthrax: Persistence of Time.
- Anything Box: Peace.
- Arena Hash: Ah, ah, ah.
- Armando Hernández: Música tropical con sabor.
- Atheist: Piece of Time.
- Atrophy: Violent by Nature.
- Attaque 77: El cielo puede esperar.
- Álvaro Torres: Si estuvieras conmigo.
- Barricada: Doble directo.
- Billy Idol: Charmed Life.
- Billy Ocean: Suddenly.
- Binomio de Oro: De fiesta con El Binomio de Oro.
- Black Sabbath: Tyr.
- Bob Dylan: Under the Red Sky.
- Braulio: Sobrevivientes del amor.
- Bronco: Amigo
- Brujería: ¡Demoniaco!.
- B'z: Break Trough (21 de febrero).
- B'z: Risky (7 de noviembre).
- Caifanes: Volumen II, también llamado El diablito.
- Carlos Mata: Cautivo.
- Celtas Cortos: Gente impresentable
- Céline Dion: Unison (11 de septiembre).
- Chantal Andere: Regresa
- Chayanne: Tiempo de vals.
- Cheap Trick: Busted.
- Cocteau Twins: Heaven Or Las Vegas.
- Cómplices: La danza de la ciudad.
- David Bowie: Changesbowie.
- Death: Spiritual Healing.
- Death Angel: Act III.
- Depeche Mode: Violator.
- Deep Purple: Slaves & Masters
- Diomedes Díaz: Canta conmigo
- Duran Duran: Liberty.
- Elton John: The Very Best of Elton John.
- El Último de la Fila: Nuevo pequeño catálogo de seres y estares.
- Emmanuel: Vida
- Enigma: MCMXC a.D.
- Eric Johnson: Ah Via Musicom.
- Eros Ramazzotti: En todos los sentidos.
- Eva Ayllón: Eva, siempre Eva.
- Fangoria: Salto Mortal
- Fobia: Fobia.
- Fito Páez: Tercer mundo.
- Flans: Adiós.
- Franco De Vita: Extranjero.
- George Michael: Listen Without Prejudice.
- Gian Marco: Gian Marco.
- Grupo Niche: Sutil y contundente.
- Grupo Niche Cielo De Tambores
- Guillermo Dávila: Tuyo.
- Héroes del Silencio: Senderos de traición.
- Iced Earth: Iced Earth.
- Ilan Chester: Opus n.º 10.
- INXS: X.
- Iron Maiden: No Prayer for the Dying.
- Jane's Addiction: Ritual de lo habitual.
- Jean Michel Jarre: Waiting for Cousteau.
- Jerry Rivera: Abriendo puertas.
- Jon Bon Jovi: Blaze of Glory.
- José José: En las buenas... y en las malas.
- José Feliciano: Niña.
- José Luis Perales: A mis amigos.
- José Luis Rodríguez: Esta vez.
- Juan Luis Guerra 4.40: Bachata rosa.
- Judas Priest: Painkiller.
- Julio Andrade: Soñando así.
- Julio Iglesias: Starry Night.
- Kiara: Buscando pelea.
- La Onda Vaselina: Susanita tiene un ratón.
- La Polla Records: Ellos dicen mierda, nosotros amén.
- Lisa Stansfield: Afecction.
- Lisandro Meza: Soy colombiano.
- Lolita Cortés: Malos pensamientos.
- Los Chichos: Esto es lo que hay.
- Los Diablitos: Futuro.
- Los Melódicos: Líderes!
- Los Pericos: Rab A Dab Stail.
- Los Prisioneros: Corazones.
- Los Tigres del Norte: Para adoloridos.
- Lucero: Con mi sentimiento.
- Luis Miguel: 20 años (18 de mayo).
- Luzbel: ¡¿Otra vez?! (4 de abril).
- Madonna: I'm Breathless.
- Madonna: The Immaculate Collection.
- Malagata: Grupo Malagata.
- Marisela: Hablemos claro.
- Mariah Carey: Mariah Carey.
- Mazapán: 10.
- MC Hammer: Please Hammer Don't Hurt 'Em.
- Melissa: Melissa VI.
- Megadeth: Rust in Peace.
- Miguel Bosé: Los chicos no lloran.
- Miguel Mateos: Obsesión.
- Mike Oldfield: Amarok.
- Ministry: The Mind Is a Terrible Thing to Taste.
- Myriam Hernández: Dos.
- Negu Gorriak: Negu Gorriak.
- New Kids on the Block: Step by Step.
- Noviembre: Adiós a las armas.
- Nubeluz: Nubeluz.
- Olé Olé: 1990.
- Pantera: Cowboys from Hell.
- Pastor López: Con calor tropical.
- Pet Shop Boys: Behaviour.
- Peter Gabriel: Shaking the Tree. Sixteen Golden Greats.
- Phil Collins: Serious Hits... Live!.
- Public Enemy: Fear of a Black Planet.
- Queensrÿche: Empire.
- Radio Futura: Veneno en la piel.
- Rata Blanca: Magos, Espadas y Rosas.
- Ricardo Montaner: Un toque de misterio.
- Richie Sambora: Stranger in This Town.
- Roger Waters: The Wall - Live in Berlin.
- Rosendo: Directo.
- Roxette: It Must Have Been Love (No sé si es amor)
- Rudy La Scala: Cuando yo amo.
- Sandra: Paintings in Yellow.
- Sangre Púrpura: Sueños.
- Saxon: Solid Ball of Rock.
- Scorpions: Crazy World.
- Sinéad O'Connor: I do not want what I haven't got
- Siniestro Total: En beneficio de todos.
- Siniestro Total: Héroes de los ochenta.
- Slayer: Seasons in the Abyss.
- Snap!: World Power.
- Social Distortion: Social Distortion.
- Soda Stereo: Canción animal.
- Stevie B: Love & Emotion.
- Stryper: Against the Law.
- Tatiana: Vientos en libertad.
- Testament: Souls of Black.
- Thalía: Thalía.
- The Cure: Mixed Up.
- The Sisters of Mercy: Vision Thing.
- They Might Be Giants: Flood.
- Timbiriche: Timbiriche 10.
- Toto: Past to Present 1977-1990
- Traveling Wilburys: Traveling Wilburys Vol. III.
- Vanilla Ice: To the Extreme.
- Vico C: Misión: la cima.
- Varios: Knebworth.
- V.A.: Lo más disco.

## Videojuegos
- 30 de enero: SNK lanza el sistema Neo-Geo AES
- 27 de abril: Sale a la venta la La tercera entrega de Final Fantasy de Squaresoft
- 20 de julio: Konami lanza Metal Gear 2: Solid Snake

- Nintendo pone a la venta la consola de cuarta generación Super Famicom en Japón y el videojuego Super Mario World, desarrollado para dicha consola.
- 28 de septiembre:Capcom lanza Mega Man 3
- 6 de octubre: Sega lanza la videoconsola portátil Game Gear

- 12 de noviembre Club penguin Reino unido para todas las computadoras antiguas.
- 1 de diciembre: NEC lanza su videoconsola portátil la TurboExpress

## Premios Nobel
- Física: Jerome Isaac Friedman, Henry Way Kendall y Richard Edward Taylor.[8]
- Química: Elias James Corey.[9]
- Medicina: E. Donnall Thomas y Joseph E. Murray.[10]
- Literatura: Octavio Paz.[11]
- Paz: Mijaíl Gorbachov.[12]
- Economía: Harry Markowitz, Merton Miller, William Sharpe.[13]

## Premios Príncipe de Asturias
- Artes: Antoni Tàpies.
- Ciencias Sociales: Rodrigo Uría González.
- Comunicación y Humanidades: Universidad Centroamericana José Simeón Cañas.
- Concordia: Comunidades Sefardíes.
- Cooperación Internacional: Hans Dietrich Genscher.
- Deportes: Sito Pons.
- Investigación Científica y Técnica: Santiago Grisolía y Salvador Moncada.
- Letras: Arturo Uslar Pietri.

## Premio Cervantes
- Adolfo Bioy Casares.[14]